# Ghette

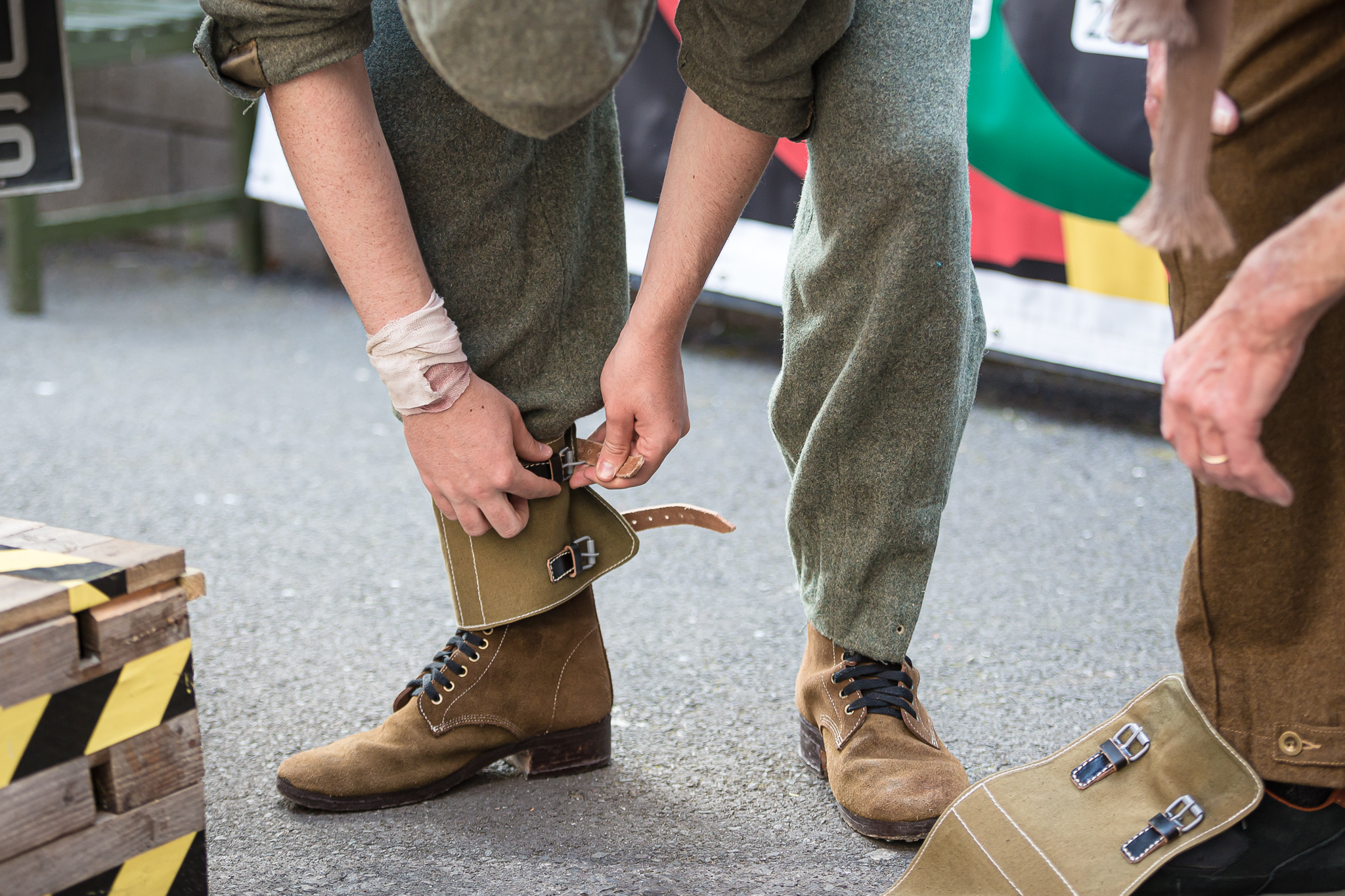
Replica delle ghette usate dall'esercito inglese nella seconda guerra mondiale

Le ghette sono un accessorio di abbigliamento che protegge i polpacci. Si differenziano dagli stivali perché non comprendono la scarpa ma solo il gambale. Vengono utilizzate nei campi dove è necessaria la protezione del polpaccio come negli sport invernali, nell'equitazione, nella caccia. Hanno il vantaggio di poter essere messe e tolte senza interessare la calzatura, applicate quando sono necessarie e riposte quando non servono più.

## Storia
Si diffusero alla caduta dell'Impero romano d'Occidente con le invasioni dei barbari, che le portavano per proteggere le gambe quando cavalcavano.
Venivano usate dai soldati, contadini e lavoratori per proteggere il polpaccio e per impedire ad acqua, neve e fango d'infilarsi nelle scarpe. Come fasce di tessuto resistente chiamate mollettiere facevano parte delle divise di fanteria. Rimangono ancora oggi come equipaggiamento bellico e nelle divise da parata.
Nella versione bassa, chiamate uose, divennero accessorio dell'eleganza maschile tra la fine del XIX secolo e l'inizio del seguente, quando erano realizzate in pelle morbida, chiuse con bottoncini; caddero poi in disuso nel corso degli anni '30.
Sono una parte integrante di costumi tradizionali maschili, come nei costumi sardi o dei butteri toscani.

## Struttura
Modelli più semplici consistono in un tubo da infilare, o in un rettangolo da avvolgere intorno al polpaccio chiudibile con lacci o fibbie. I modelli più elaborati hanno una parte che sporge a becco d'oca per coprire il collo del piede e permettere un miglior raccordo, e quindi miglior protezione, tra la caviglia e la scarpa. Un laccio, che collega i lati inferiori passando sotto la suola in prossimità del tacco, mantiene le ghette in posizione, impedendo loro di risalire sulla gamba.
Possono essere realizzate in: cuoio, pelle, feltro, lana, tessuto e materiale plastico. Le ghette moderne utilizzano tecnofibre e accorgimenti tecnologici per la chiusura come: velcro, elastici, bottoni automatici, cerniere lampo, cavetti d'acciaio, clip.
Le ghette sono molto usate in orientamento e in alpinismo per proteggersi dalle spine quando si cammina o corre nei boschi, e impediscono alla neve di entrare negli scarponi quando si cammina sulla neve o sul ghiaccio.

## Materiale usato
Sul mercato si trova ogni sorta di ghette di materiali diversi.
Materia sintetica
Le ghette in plastica sono quelle di uso più diffuso. Esse consistono in un guscio di plastica semirigido imbottito di neoprene con chiusura a velcro. Sono molto efficaci, di basso prezzo e di facile manutenzione (semplice pulitura con molta acqua). Per contro hanno una durata piuttosto limitata rispetto a quelle fatte con altri materiali.
Cuoio
Le ghette in cuoio con doppiatura in neoprene hanno una durata di vita più lunga ma richiedono un po' più di manutenzione. Lavaggio con sapone glicerinato e grassaggio regolare sono d'obbligo, diversamente si degradano presto.
Cuoio e montone
Le ghette in cuoio, doppie con montone rigirato, sono estetiche ma di più complessa manutenzione. Oltre alla cura del cuoio, la lana si sporca rapidamente ed è difficile da pulire. Inoltre, la sabbia e la ghiaia s'impigliano facilmente nella lana, ciò che può dar luogo a irritazioni se la pulizia non è meticolosa.

## Equitazione

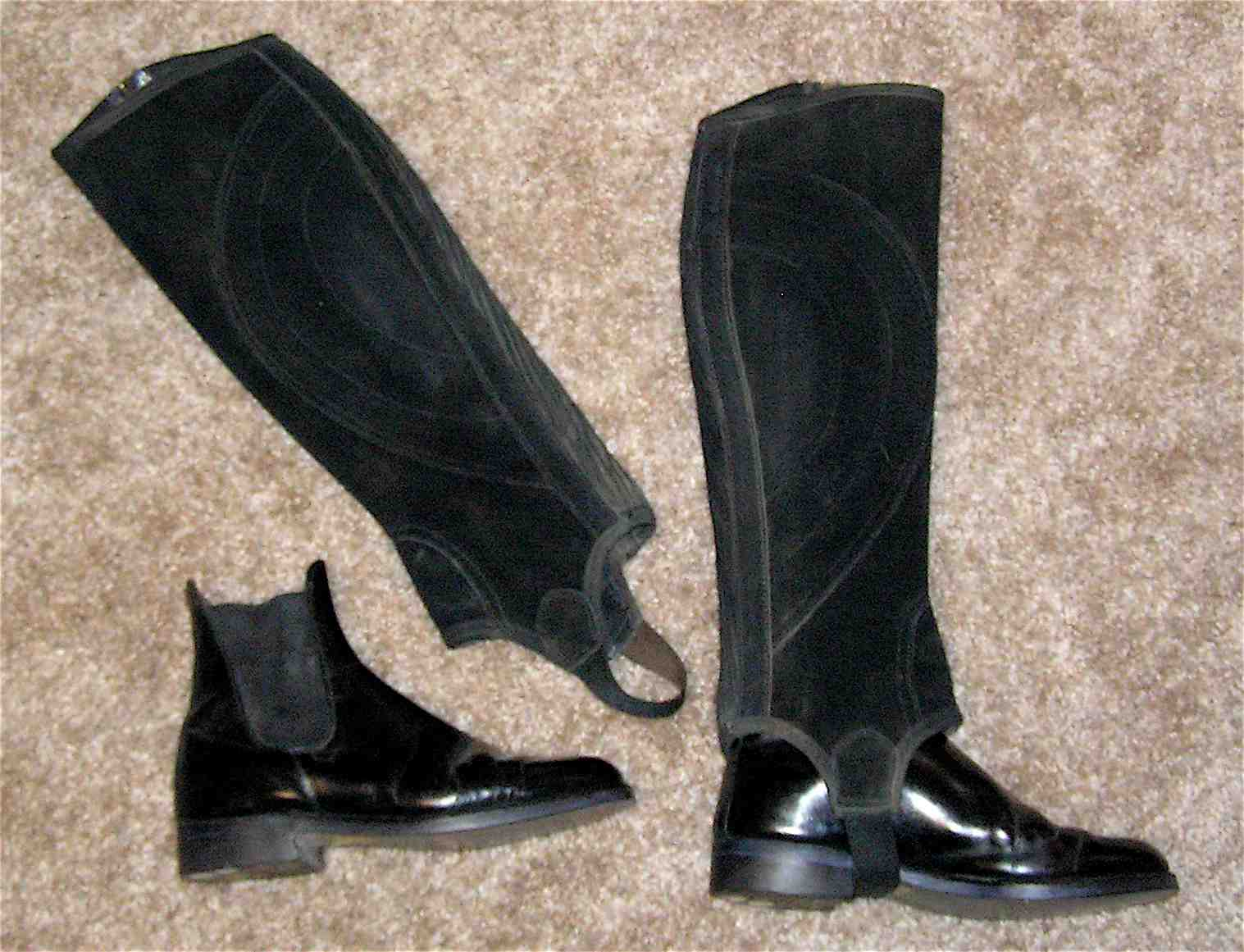
Ghette da equitazione

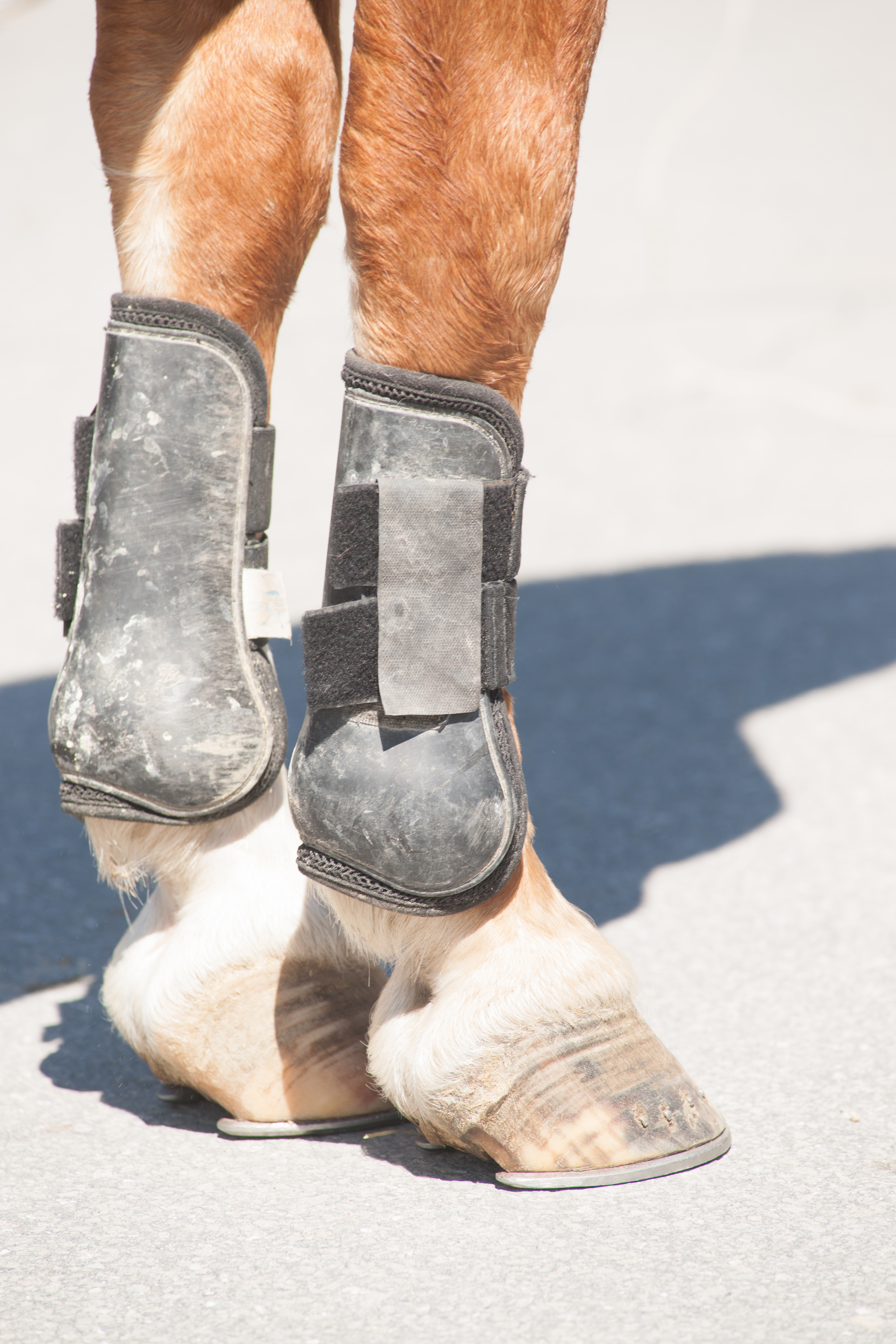
Ghette sulle gambe d'un cavallo.

Anche per i cavalieri vi sono ghette appositamente destinate, come pure il cavallo può essere protetto nelle gambe da apposite ghette.
Quando un cavallo ha le gambe ben formate, non è necessario che porti delle protezioni, ma queste sostengono cionondimeno le articolazioni. Per contro, se le gambe non sono di forma perfetta, il cavallo può ferirsi quand'è al passo, quando trotta, galoppa, salta o quando gli viene chiesto di eseguire esercizi su più piste (cioè passo di lato). A scopo di protezione quindi vi sono anche ghette per cavalli. Le ghette per cavalli sono anche utili per saltare ostacoli al fine di proteggere i tendini o i testicoli quando il cavallo tocca le barre.
Un cavallo non ferrato ha poche probabilità di ferirsi gravemente poiché il corno non è sufficientemente duro e tagliente. Per contro, quando il cavallo è ferrato, può farsi dei profondi tagli.
Più spesso i cavalli si feriscono a metà dello stinco, del pasturone o della corona. I cavalli da salto si feriscono talvolta anche sotto il ventre, ed è per questo che si utilizzano diverse protezioni.
Anche se un cavallo ha dei buoni appiombi, si utilizzano spesso per lui le ghette a titolo di prevenzione.

## Cinema
Ghette è il soprannome affibiato a un boss della malavita, personaggio del film A qualcuno piace caldo interpretato da George Raft, poiché questi era solito indossare tale capo di abbigliamento.

## Galleria d'immagini

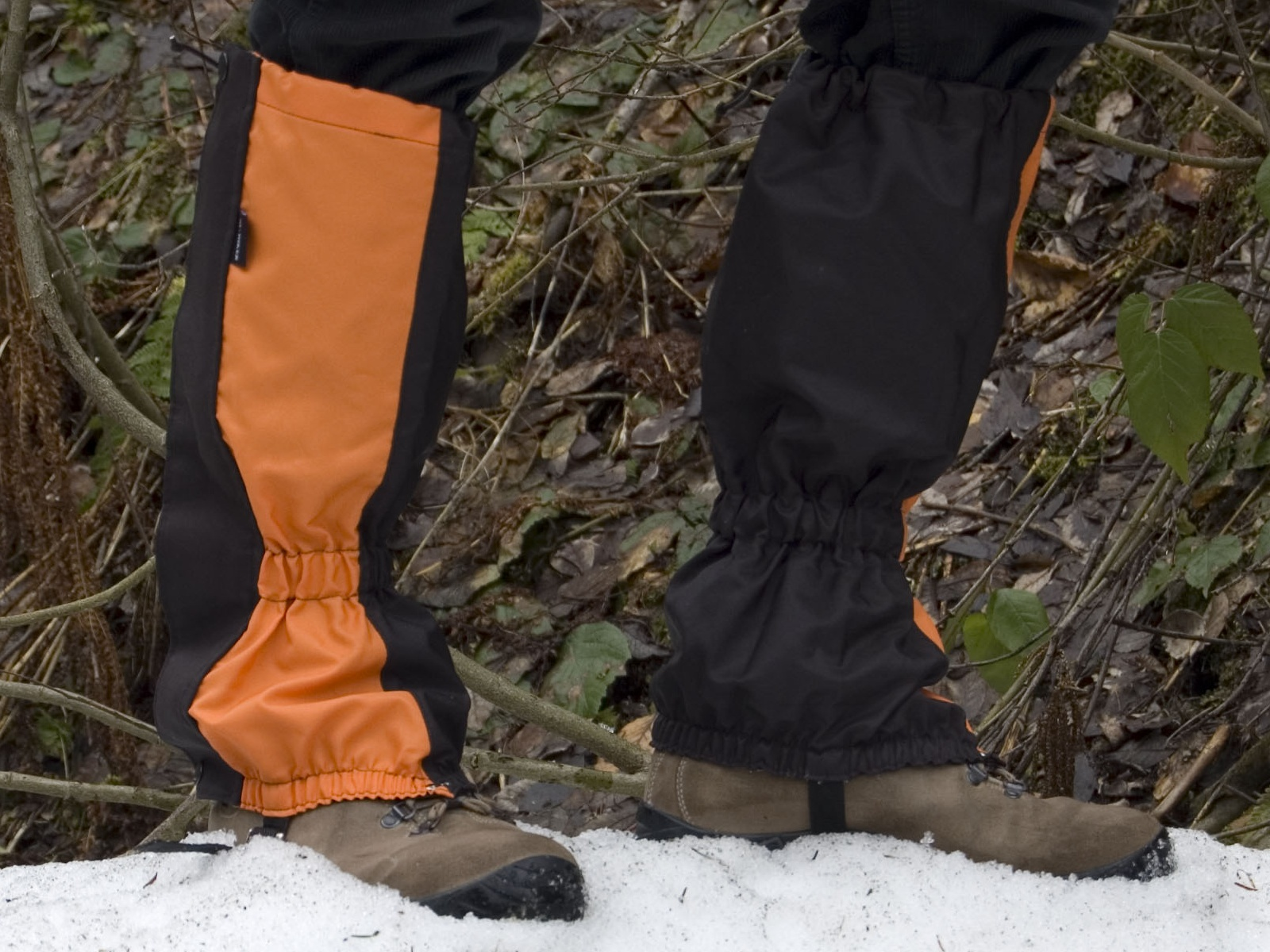
Ghette da escursionismo
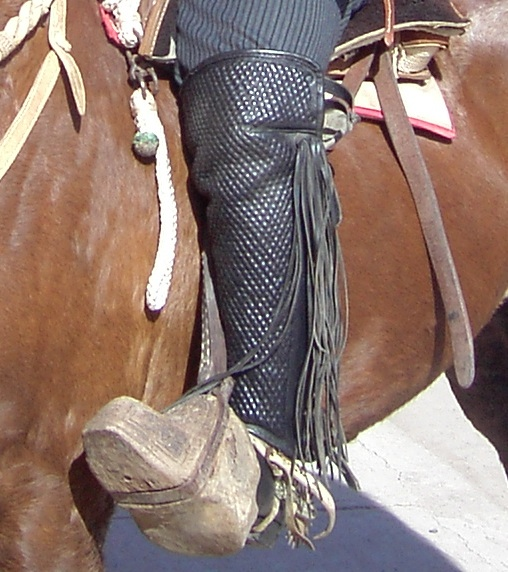
Ghette sopra il ginocchio
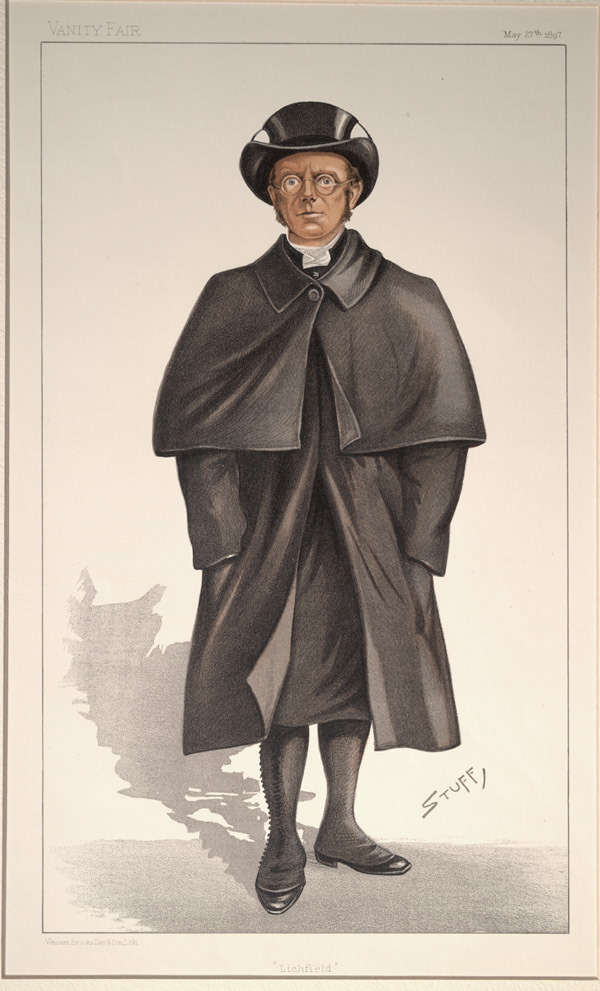
Il vescovo di Lichfield in Vanity Fair che indossa ghette, 1897
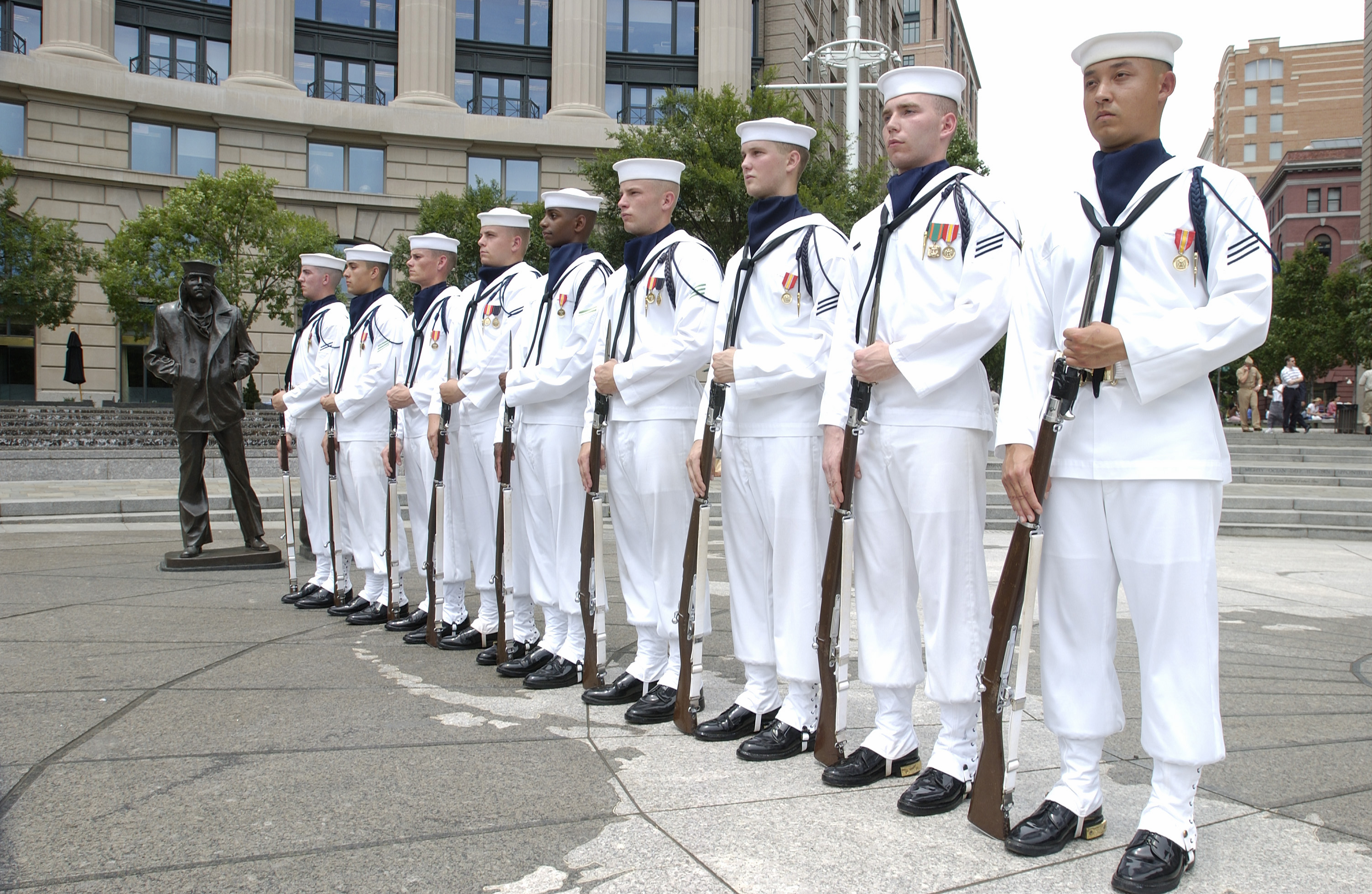
Marina degli Stati Uniti, Guardia cerimoniale in uniforme, che indossa ghette